# Древениця (річка)
Древениця (словац. Drevenica) — річка, ліва притока Житави, протікає в округах Злате Моравце і НітраОкруг Нітра.
Довжина — 25 км.
Витік знаходиться в регіоні Трибеч біля гори Вельки Трібеч на висоті 545 метрів. Протікає через Малі Хиндиці. В Древеницю впадає Боцегай.
Впадає у Житаву біля населеного пункта Нова Вес-над-Жітавоу.